# Aloe capmanambatoensis
Aloe capmanambatoensis är en grästrädsväxtart som beskrevs av Werner Rauh och Gerold. Aloe capmanambatoensis ingår i släktet Aloe och familjen grästrädsväxter.
Artens utbredningsområde är Madagaskar. Inga underarter finns listade i Catalogue of Life.